# Silnice II/173
Silnice II/173 je silnice II. třídy, která vede ze Strakonic do Bělčic. Je dlouhá 24,5 km. Celá spadá do okresu Strakonice v Jihočeském kraji.

## Vedení silnice

### Jihočeský kraj, okres Strakonice
- Strakonice (křiž. I/4, III/1737, III/13914)
- Řepice (křiž. III/13913)
- Domanice
- Radomyšl (křiž. II/139, III/13912, III/13910, peáž po II/139)
- Rojice (křiž. III/13910, III/1398)
- Sedlice (křiž. I/20)

Přerušení (propojeno silnicí I/20)
- Blatná (křiž. I/20, II/121, II/175, III/1731, III/1734, III/1739, III/1738)
- Chlum (křiž. III/17311)
- Závišín (křiž. II/174)